# Elydnus kisanus
Elydnus kisanus är en skalbaggsart som först beskrevs av Masaki Matsushita 1935.  Elydnus kisanus ingår i släktet Elydnus och familjen långhorningar.
Artens utbredningsområde är Taiwan. Inga underarter finns listade i Catalogue of Life.